# Schönthal (Langerwehe)
Schönthal is een plaats in de Duitse gemeente Langerwehe, deelstaat Noordrijn-Westfalen, en telt 78 inwoners (2007).